# Viktor Sjoestikov
Viktor Sjoestikov (Russisch: Виктор Михайлович Шустиков) (Moskou, 28 januari 1939) is een voormalig Russisch voetballer en trainer, die als speler en een groot deel van zijn trainerscarrière uitkwam voor de Sovjet-Unie. Hij is de vader van Sergej Sjoestikov.

## Biografie
Sjoestikov speelde zijn hele carrière voor Torpedo Moskou. In 1960 en 1965 werd hij kampioen met de club en in 1961 en 1964 vicekampioen. In 1960, 1968 en 1972 won hij de beker. Hij speelde in totaal 427 wedstrijden in de hoogste voetbalklasse en moet daarmee enkel Oleh Blochin voor laten gaan.
In 1963 en 1964 speelde hij acht wedstrijden voor het nationale elftal, waar hij speelde met zijn teamgenoten Valentin Ivanov en Valeri Voronin. Hij speelde op het EK 1964 waar de Sovjets de finale verloren van Spanje.